# Adélia Josefina de Castro Fonseca
Adélia Josefina de Castro Fonseca (Salvador, 24 de noviembre de 1827-Río de Janeiro 9 de diciembre de 1920) fue una poetisa brasileña.
Era hija de Justiniano de Castro Rebello y de Adriana de Castro Rebello, habiéndose casado con el almirante Inácio Joaquim da Fonseca.
Publicaba sus poemas en periódicos y libros, siendo asidua colaboradora constante del Almanaque de lembranças luso-brasileiro.
Hacia el final de su vida, ingresó al Convento de Santa Teresa, en Río de Janeiro, adoptando el nombre de Madre María José de Jesús.

## Obras
- Echos de minha alma: poesias. Dedicada a S. M. Imperatriz. Bahia, ix, 208 pp. 1865 en línea